# Tagdrag Rinpoche

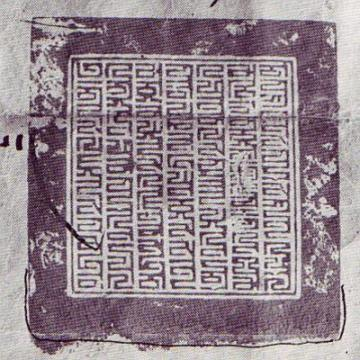
Amtssiegel des letzten tibetischen Regenten

Tagdrag Rinpoche (tib. སྟག་བྲག་རིན་པོ་ཆེ tib.: stag brag rin po che thl: takdrak rinpoche) ist der Titel einer Trülku-Linie der Gelug-Tradition des tibetischen Buddhismus aus dem Tagdrag-Kloster im Kreis Tölung Dechen des Autonomen Gebiets Tibet der Volksrepublik China. Der zweite Tagdrag Rinpoche, Tagdrag Ngawang Sungrab Thutob, war Regent von Tibet.

## Liste der Tagdrag Rinpoches
- 1. Lobsang Khyenrab Wangchug (blo bzang mkhyen rab dbang phyug) (?–1872), von 1853 bis 1870 der 76. Ganden Thripa
- 2. Ngawang Sungrab Thutob (ngag dbang gsung rab mthu stobs) (1874–1952)
- 3. Tendzin Geleg (bstan 'dzin dge legs)[2]